# Irfan Smajlagić
Irfan Smajlagić (kyrillisch Ирфан Смајлагић; * 16. Oktober 1961 in Banja Luka, Jugoslawien) ist ein kroatischer Handballtrainer und ehemaliger Weltklasse-Rechtsaußen. Seit 2023 ist er Mitglied der Hall of Fame der Europäischen Handballföderation. Im Jahr 1995 wurde er zu Kroatiens Handballer des Jahres gewählt.

## Spielerkarriere

### Verein
Der 1,88 m große und 85 kg schwere Rechtsaußen begann seine Karriere in der Talentschmiede von RK Borac Banja Luka. Auf Grund der Dominanz von Metaloplastika Šabac gelang ihm in dieser Phase kein Titelgewinn.
Mit RK Agram Medveščak Zagreb gewann er 1989 und 1990 den jugoslawischen Pokal. Daraufhin wechselte er in die französische Liga erst zu US Ivry, dann zu USAM Nîmes. Anschließend kehrte er nach Kroatien zurück zu Badel 1862 Zagreb, wo er den einzigen Meistertitel seiner Karriere gewinnen sollte. Nach kurzen Stationen bei RK Zamet und Medveščak wechselte er noch einmal zurück nach Ivry, wo er noch einmal mit 174/62 Toren in 26 Spielen Torschützenkönig wurde. Nach einem gemeinsamen Jahr mit seinem Neffen Damir (* 1976) bei Girondins Bordeaux und dem Abstieg im Folgejahr mit Livry-Gargan Handball beendete er seine Karriere.

### Nationalmannschaft
Smajlagić gewann mit der Jugoslawischen Nationalmannschaft bei den Olympischen Spielen 1988 in Seoul die Bronzemedaille. Bei der Weltmeisterschaft 1990 wurde er trotz seiner 38 Treffer nur Vierter.

Mit der Kroatischen Nationalmannschaft gewann er bei der Europameisterschaft 1994 Bronze, bei der Weltmeisterschaft 1995 Silber und als Höhepunkt seiner Karriere bei den Olympischen Spielen 1996 in Atlanta die Goldmedaille. Für den Olympiasieg wurde er mit dem Franjo Bučar Staatspreis für Sport (kroatisch Državna nagrada za šport "Franjo Bučar") ausgezeichnet.
Nach der Europameisterschaft 2000 beendete er seine internationale Karriere. Dort wurde er zum dritten Mal nach der WM 1995 und Olympia 1996 ins All-Star-Team gewählt.

## Trainerkarriere
Nach einem kurzen Engagement bei RK Čakovec wurde er 2003 unter Lino Cervar Co-Trainer der kroatischen Nationalmannschaft, mit der er 2003 Weltmeister und 2004 Olympiasieger wurde. Ab 2005 war er Jugendnationaltrainer. Auf Grund der Einmischung Cervars in seine Bereiche legte er sein Amt nieder und wurde 2007 Nationaltrainer Ägyptens. Die Nordafrikaner führte er zum Gewinn der Afrikameisterschaft 2008 und zum 7. Platz bei der Weltmeisterschaft 2009. Im Sommer 2009 unterschrieb er für drei Jahre bei RK Bosna Sarajevo und wurde 2010 Pokalsieger sowie 2010 und 2011 bosnischer Meister. Im Winter 2011/2012 verließ Smajlagić den finanziell schwer angeschlagenen Verein. Seit 2012 stand er bei RK Zamet Rijeka unter Vertrag. Im März 2014 unterschrieb er beim kroatischen RK Lokomotiva, wo er die Frauenmannschaft trainieren wird. Smajlagić übernahm im September 2022 das Training der bosnisch-herzegowinischen Männer-Handballnationalmannschaft, das er bis zum Februar 2024 leitete.